# Taumel (Band)
Taumel ist eine 2016 gegründete Dark-Jazz-Band.

## Geschichte
Die studierten Musiker Sven Pollkötter und Jakob Diehl gründeten Taumel 2016. Die Musiker lernten einander während Arbeiten an einer Hörspielproduktion zu Die Nacht aus Blei von Hans Henny Jahnn kennen. Beide griffen in der Genese von Taumel auf Erfahrungen zurück, die sie gemeinsam und getrennt qualifizierten und den Entstehungsprozess des Debütalbums sowie die Entwicklung der musikalischen Ausrichtung des Projektes begleiteten. „Pollkötter spielt Schlagzeug in großen Orchestern für Opern. Diehl komponiert Hörspiele und ist erfolgreicher Schauspieler (etwa in der Netflix-Serie ‚Dark‘).“
Als Taumel debütierte das Duo, unterstützt von dem Gitarristen Boris Nicolai und dem Flügelhorn-Spieler Manuel Viehmann, 2020 mit There Is No Time to Run Away from Here über Tonzonen Records. Das Album erlangte international positive Resonanz und wurde häufig als cineastisch beurteilt. Als „fragmentiert, surreal und mysteriös“ erinnere es an die Spannungsbögen die im „Arthouse-Horror“ zu finden seien. So sei es „Musik für eine spezielle Stimmung und sicherlich auch für ein spezielles Publikum“ und „definitiv Musik, die als Ganzes betrachtet werden“ müsse. Das Ergebnis wurde als „Musik zum Fühlen [und] Lieder zum Versinken“ gelobt.

## Stil

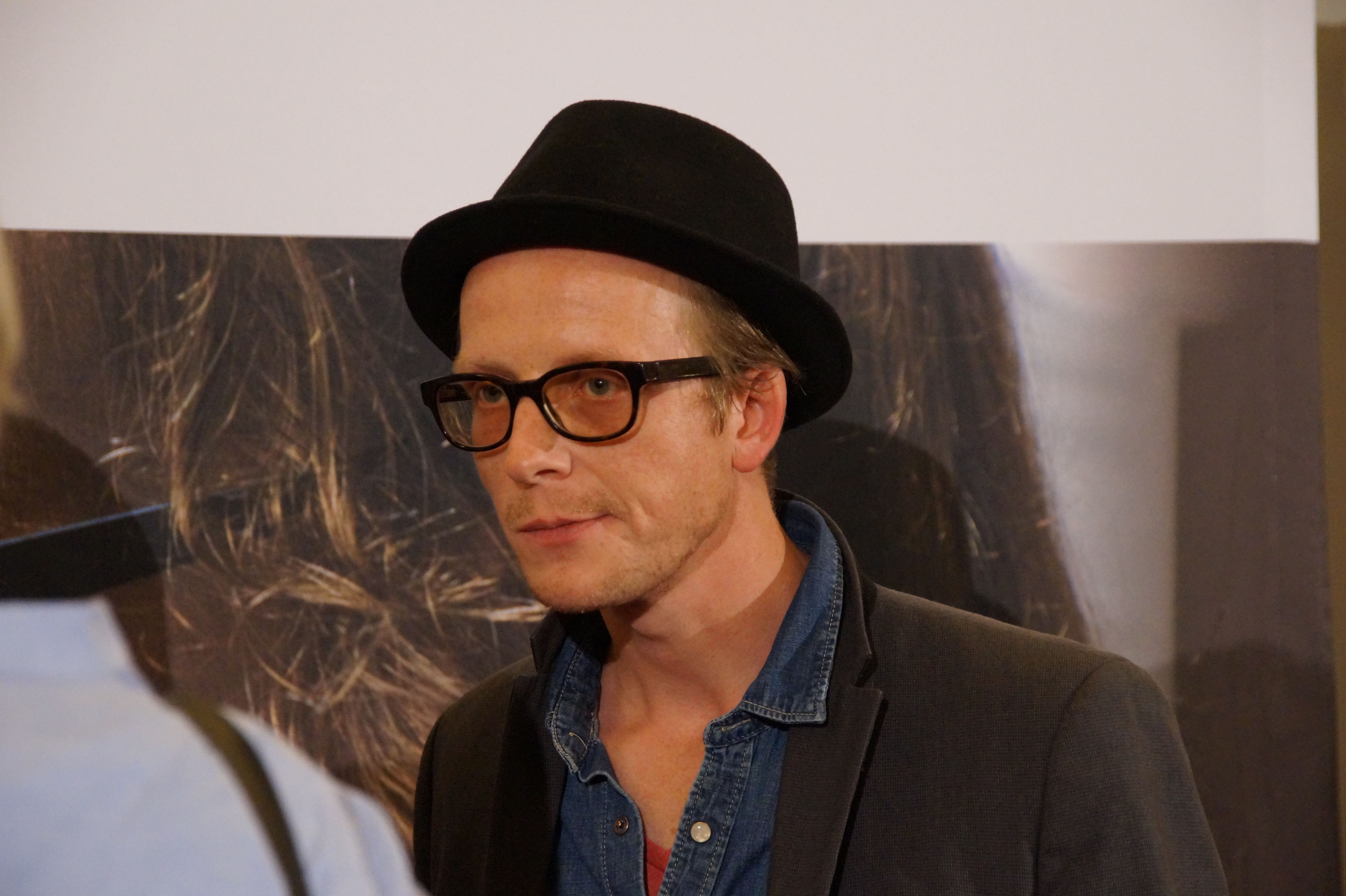
Jakob Diehl

Die von Taumel präsentierte Musik wird dem Dark Jazz zugerechnet und als „unheimlich, düster, langsam, stimmungsvoll, in der Tradition von Künstlern wie Bohren & Der Club Of Gore oder The Kilimanjaro Darkjazz Ensemble“ besprochen. So seien „minimalistische Klangentwicklungen“ der instrumentalen Musik mit reduzierten Arrangement und einem Spiel mit den Leerräumen der Musik bei welchem „die Lücken zwischen den gespielten Tönen genauso wichtig, wie der Rest“ erscheinen dominant im Klang. Als Vergleichsgröße für diese Spielform wird meist Bohren & der Club of Gore angeführt.

„It includes a relaxed jazz beat, occasional flugelhorn solos, and clashing chords between the piano and guitar.“

„Es beinhaltet einen entspannten Jazz-Beat, oszillierende Flügelhorn-Soli und aufeinanderprallende Akkorde des Klaviers und der Gitarre.“

In der Tradition des Dark Jazz sei die Musik von Taumel langsam und minimalistisch, jenseits diverser Vertreter des Dark Jazz allerdings auch zugleich improvisiert. „Besonders das Flügelhorn agiert als wichtiger Charakter, mit Effekten erweitert, mit der verzerrten Gitarre akzentuiert.“ „Ohne Gesang, dafür aber mit unerhörten Drone-Passagen, aufreibend und doch irgendwie beruhigend wirkenden Perkussion-Spiel und einer Wagenladung Atmosphäre“ entsteht die Musik im Wechsel aus betont dialogischer Musik und einem Hang zur freien Improvisation.

## Diskografie
- 2020: There Is No Time to Run Away from Here (Album, Tonzonen Records)